# Brent Bookwalter
Brent Bookwalter (Albuquerque, 16 febbraio 1984) è un ex ciclista su strada e ciclocrossista statunitense, era uno specialista delle prove a cronometro, ed è stato professionista dal 2008 al 2021.

## Carriera

### 2005-2007: i primi anni
Nel luglio 2005 si accasa alla formazione Continental statunitense Advantage Benefits-Endeavour: in quella stagione si classifica secondo nella cronometro Under-23 dei campionati statunitensi su strada, dietro a Steven Cozza, e terzo, nella medesima categoria, ai campionati nazionali di cross.
L'anno dopo, sempre con la Advantage Benefits, fa suo il titolo nazionale a cronometro Under-23, battendo proprio Cozza, e si piazza secondo nella gara in linea, superato da Craig Lewis. Nel finale di stagione partecipa anche alla prova a cronometro Under-23 dei campionati mondiali su strada di Salisburgo, classificandosi quarantesimo.
Nel 2007 è quindi tra le file della VMG Racing, squadra dilettantistica fondata l'anno prima e diretta dall'ex ciclista professionista Chann McRae, e partecipa al Tour of California con una selezione di giovani ciclisti americani.

### Dal 2008: il professionismo
Nel 2008 compie il salto nel professionismo: viene infatti ingaggiato dalla BMC Racing Team, squadra Professional Continental con la quale disputa la sua prima gara nel circuito ProTour, il Tour de Romandie 2008. Partecipa anche alla prova in linea Elite dei campionati mondiali su strada di Varese, ma si ritira. Nel 2009 ottiene il primo successo da pro, aggiudicandosi il cronoprologo del Tour of Utah; prende inoltre parte ad altre gare del calendario ProTour e partecipa nuovamente alla prova in linea dei campionati del mondo, ritirandosi anche in questa occasione.
Nella stagione 2010 gareggia per la prima volta in uno dei Grandi Giri, il Giro d'Italia: in questa corsa è abile a cogliere un secondo posto nella prima tappa, una cronometro individuale lungo le strade di Amsterdam, classificandosi a soli due secondi dal vincitore Bradley Wiggins. In luglio partecipa anche al Tour de France, riuscendo a posizionarsi tra i primi dieci nel prologo di Rotterdam.
L'anno dopo non va oltre un terzo posto di tappa allo USA Pro Cycling Challenge e un quarto posto nella cronometro dei campionati nazionali statunitensi. Partecipa comunque al Tour de France, contribuendo al successo finale del compagno di squadra Cadel Evans, e alla corsa in linea dei campionati del mondo di Copenaghen, piazzandosi sessantacinquesimo.
Nel 2012 coglie solo alcuni piazzamenti, come il terzo nella prova a cronometro ai campionati nazionali ed il terzo alla prima tappa del Tour of Utah.
L'anno successivo, alla prima corsa stagionale, vince la tappa inaugurale del Tour of Qatar 2013, corsa nella quale chiude secondo in classifica generale, alle spalle di Mark Cavendish; nel resto della stagione ottiene un doppio secondo posto ai campionati nazionali, sia nella prova in linea, sia nella prova a cronometro e chiude secondo in classifica generale al Tour of Alberta.
Dopo un 2014 senza piazzamenti, nel 2015 Bookwalter torna alla vittoria, aggiudicandosi una tappa all'USA Pro Cycling Challenge, corsa nella quale chiude secondo in classifica generale; altri risultati degni di noto sono stati il terzo posto al Tour of Utah, nella quale vince la classifica a punti, ed il quarto all'Österreich-Rundfahrt.
Nel 2016 si piazza terzo in generale al Tour of California e quarto nella prova a cronometro ai campionati nazionali. L'anno successivo vince una tappa al Tour of Utah ed ottiene alcuni piazzamenti come il secondo posto nella prova a cronometro ai campionati nazionali ed in una tappa del Tour of the Alps.
Nel 2018 coglie nuovamente qualche piazzamento al Tour of Utah, dove termina quarto in classifica generale e chiude terzo la prova a cronometro ai campionati nazionali.
Nel 2019 non ottiene alcun piazzamento individuale di rilievo, tuttavia vince tre cronosquadre (Tirreno-Adriatico, Settimana Internazionale di Coppi e Bartali e Czech Cycling Tour).
Nel 2020, alla ripresa delle competizioni, causa Pandemia di COVID-19, ottiene un settimo posto alla Strade Bianche.

## Palmarès
- 2006

Campionati statunitensi, Prova a cronometro Under-23
6ª tappa Tour de Shenandoah
Classifica generale Tour de Shenandoah
- 2009 (BMC Racing Team, una vittoria)

Prologo Tour of Utah (Salt Lake City, cronometro)
- 2013 (BMC Racing Team, una vittoria)

1ª tappa Tour of Qatar (Katara Cultural Village > Dukhan)
- 2015 (BMC Racing Team, una vittoria)

2ª tappa USA Pro Cycling Challenge (Steamboat Springs > Arapahoe Basin)
- 2017 (BMC Racing Team, una vittoria)

2ª tappa Tour of Utah (Brigham City > Snowbasin Resort)

### Altri successi
- 2013 (BMC Racing Team)

2ª tappa Tour of Qatar (Al Rufaa Street, cronosquadre)
- 2017 (BMC Racing Team)

2ª tappa Volta Ciclista a Catalunya (Banyoles, cronosquadre)
- 2018 (BMC Racing Team)

3ª tappa Volta a la Comunitat Valenciana (Poble Nou de Benitatxell > Calp, cronosquadre)
- 2019 (Mitchelton-Scott)

1ª tappa Tirreno-Adriatico (Lido di Camaiore, cronosquadre)
1ª tappa, 2ª semitappa Settimana Internazionale di Coppi e Bartali (Gatteo a Mare > Gatteo, cronosquadre)
1ª tappa Czech Cycling Tour (Ostrava, cronosquadre)

## Piazzamenti

### Grandi Giri
- Giro d'Italia

2010: 95º
2014: 68º
2015: 66º
2019: non partito (16ª tappa)
2020: non partito (6ª tappa)
- Tour de France

2010: 147º
2011: 114º
2013: 91º
2016: 117º
- Vuelta a España

2012: 78º
2018: 66º

### Classiche monumento
- Milano-Sanremo

2010: ritirato
- Parigi-Roubaix

2009: 88º
- Liegi-Bastogne-Liegi

2010: 97º
2012: ritirato
2013: 110º
2015: 46º
2021: 104º

### Competizioni mondiali
- Campionati del mondo su strada

Salisburgo 2006 - Cronometro Under-23: 40º
Varese 2008 - In linea Elite: ritirato
Mendrisio 2009 - In linea Elite: ritirato
Copenaghen 2011 - In linea Elite: 65º
Limburgo 2012 - In linea Elite: 103º
Ponferrada 2014 - In linea Elite: 25º
Richmond 2015 - In linea Elite: 19º
Innsbruck 2018 - In linea Elite: 63º
- Ciclismo ai Giochi olimpici

Rio de Janeiro 2016 - In linea: 16º
Rio de Janeiro 2016 - Cronometro: 23º